# 1 Karpacki Pułk Artylerii Lekkiej
1 Karpacki Pułk Artylerii Lekkiej (1 pal) – oddział artylerii lekkiej Polskich Sił Zbrojnych.

## Formowanie i zmiany organizacyjne
Pułk wchodził w skład 3 Dywizji Strzelców Karpackich. Sformowany na nowo ze składu osobowego zreorganizowanego Karpackiego pułku artylerii z Samodzielnej Brygady Strzelców Karpackich.
Pułk przeszedł szkolenie w obozie szkoleniowym w Qizil Ribat. Od 13 października 1942 do 4 maja 1943  stacjonował w rejonie Khanaqin, a następnie Altun-Kopru. Po zakończeniu walk, na przełomie lipca i sierpnia 1945 wyznaczony został do pełnienia służby wartowniczej. Wszedł w skład Zgrupowania Brygadowego „Tobruk” Grupy „Straż” (Polish Guarg Group).

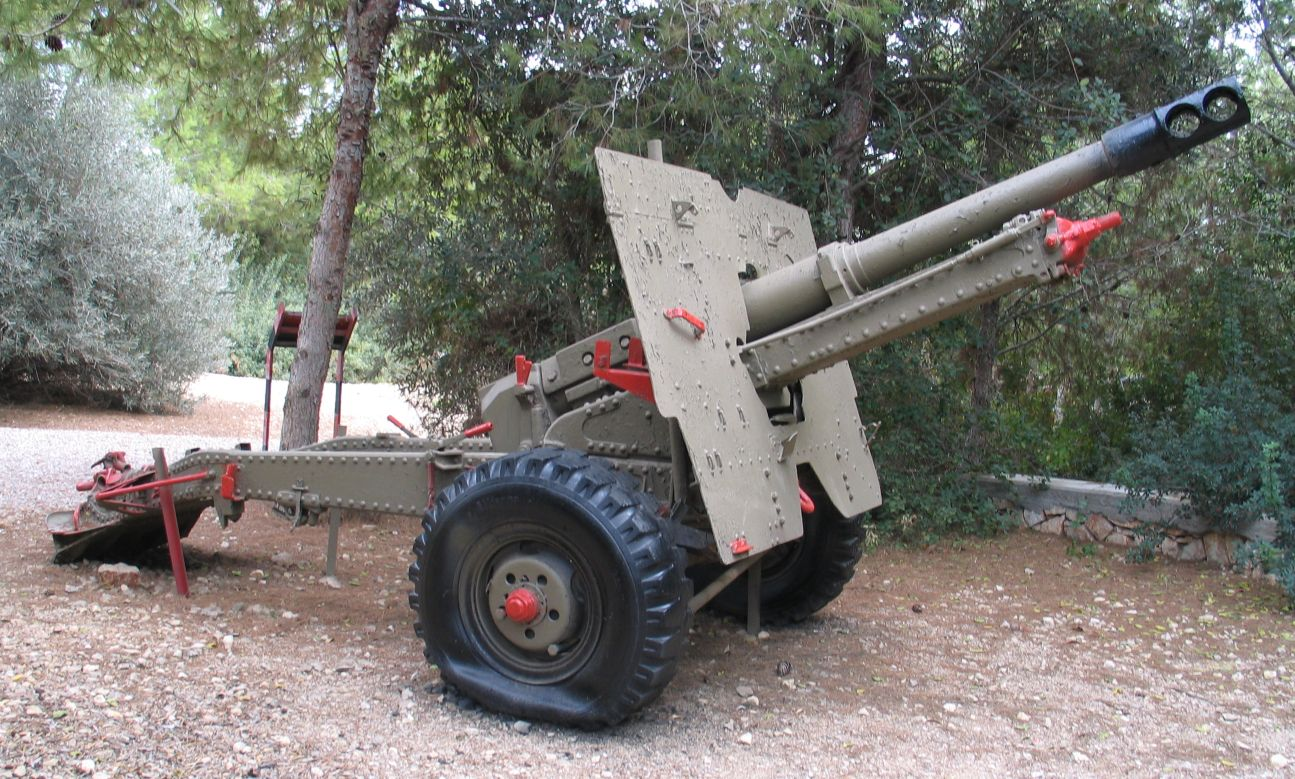
Angielska haubicoarmata 25-funtowa

## Organizacja i obsada personalna
Dowódcy pułku
- ppłk Stanisław Domiczek[3]
- ppłk Juliusz Możdżeń
- p.o mjr Paweł Dąbski-Nerlich[4]
- ppłk Antoni Pajdo (od 15 IV 1945)[4]

Zastępcy dowódcy pułku
- mjr Juliusz Możdżeń[5]
- mjr Paweł Dąbski-Nerlich[6]
- mjr Zygmunt Branicki
- p.o kpt.Józef Budryn[4]

Adiutant – kpt. Piotr Tarkowski
Dowódcy I dywizjonu
- kpt. Zygmunt Branicki[5]
- kpt. Edward Pawlikowski[6]
- kpt. Jakub Lubowiecki[4]

Dowódcy II dywizjonu
- kpt. Teodor Dobrowolski[5]
- kpt. Julian Pniewski[4]

Dowódcy III dywizjonu
- kpt. Józef Burdyń[6][5]
- kpt. Władysław Ugrynowicz[4]

Ponadto w pułku pełnił służbę por. Kazimierz Szydło.
Każdy dywizjon posiadał dwie baterie artylerii po 4 haubicoarmaty 25-funtowe
Pułk liczył (etatowo):
- oficerów – 50
- podoficerów i kanonierów – 679
- 25 funtowych armat – 24